# Монсо-ле-Ва
Монсо́-ле-Ва (фр. Monceau-le-Waast) — коммуна во Франции, находится в регионе Пикардия. Департамент коммуны — Эна. Входит в состав кантона Марль. Округ коммуны — Лан.
Код INSEE коммуны — 02493.

## Население
Население коммуны на 2010 год составляло 243 человека.
| 1962 | 1968 | 1975 | 1982 | 1990 | 1999 | 2010 |
| ---- | ---- | ---- | ---- | ---- | ---- | ---- |
| 311  | 303  | 284  | 291  | 259  | 230  | 243  |

## Экономика
В 2010 году среди 150 человек трудоспособного возраста (15—64 лет) 99 были экономически активными, 51 — неактивными (показатель активности — 66,0 %, в 1999 году было 72,8 %). Из 99 активных жителей работали 88 человек (54 мужчины и 34 женщины), безработных было 11 (6 мужчин и 5 женщин). Среди 51 неактивных 15 человек были учениками или студентами, 16 — пенсионерами, 20 были неактивными по другим причинам.